# Mi querida señorita
Mi querida señorita és una pel·lícula espanyola dirigida per Jaime de Armiñán que es va estrenar el 17 de febrer de 1972.

## Argument
Adela Castro és una dona soltera de mitjana edat resignada al fet que pel seu físic cap home la vulgui. Però torna a la ciutat un antic amic, Santiago, vidu, i li demana matrimoni. Adela acudeix a demanar consell al seu confessor, perquè està preocupada per no ser una dona «normal», ja que s'afaita.
Poc després té un atac de gelosia en veure tornar Isabelita, la seva minyona, d'un passeig amb el xicot. Després d'una gran discussió, Isabelita s'acomiada. Llavors Adela acudeix al metge, qui li descobreix que en realitat és un home, fet que desconeixia perquè l'havien criat com a dona des de bebè i la moralitat de la petita ciutat de províncies en la que viu no li havien permès explorar el sexe. En descobrir-ho, marxa sobtadament a Madrid a viure com a home.
En arribar a la capital s'instal·la en una pensió barata, on passa moltes dificultats econòmiques per no disposar ni de diners ni de documentació, la seva és de dona. Intenta trobar treball però en mancar d'estudis i experiència laboral acaba guanyant-se la vida cosint. Llavors es troba per casualitat Isabelita treballant de cambrera en una cafeteria. Ella no el reconeix vestit d'home i amb bigoti, i comença a festejar-hi com Juan.
A causa de l'estretor econòmica, decideix tornar a la seva ciutat amb la seva antiga personalitat per a aconseguir els seus havers. Al banc, Santiago li aconsella tornar a casa per poder legalitzar la seva situació fent-se visitar per un forense. Decidit a refer la seva vida com a home, marxa de tornada a Madrid, on comença estudis de batxillerat i continua la seva relació amb Isabelita. A Madrid, cerca la seva antiga companya de pensió, Feli, a qui deu diners. Feli resulta ser prostituta i Juan intenta mantenir relacions sexuals amb ella. Serà la seva primera experiència, encara amb dubtes sobre la seva inclinació. És tan frustrant que el sumeix en una gran depressió que li fa abandonar els estudis i deixar la seva promesa. Però aquesta acudeix a casa seva i aconsegueix el que no havia aconseguit Feli. Davant la insinuació de Juan que guarda un important secret (el de la seva identitat) que alguna vegada li desvetllarà, Isabelita el sorprèn anomenant-lo senyoreta.

## Repartiment
- José Luis López Vázquez: Adela Castro Molina / Juan
- Julieta Serrano: Isabelita, minyona de Adela
- Antonio Ferrandis: Santiago, pretendiente de Adela
- Enrique Ávila: pare José María, confessor de Adela
- Cristina Suriani: 1a filla de Santiago
- Ana Suriani: 2a filla de Santiago
- Manolo Otero: xicot d'Isabelita
- Lola Gaos: Chus, patrona de la pensió
- Chus Lampreave: neboda de Chus
- Mònica Randall: Feli, veïna de la pensió
- José Luis Borau: doctor

## Comentaris
Va ser una pel·lícula polèmica pel fet de parlar d'un canvi d'identitat. Una brillant pel·lícula que el director va saber fer subtil per no alarmar a la censura de l'època. La pel·lícula va ser nominada a l'Oscar com a Millor pel·lícula estrangera, i José Luis López Vázquez va rebre molts premis per la seva gran interpretació. També va ser guardonada amb el Premi Sant Jordi a la millor pel·lícula espanyola.